# 青銅の夜
青銅の夜（英語: Bronze Night, エストニア語: pronksiöö）とは、2007年4月27日にエストニアの首都タリンでタリン解放者の記念碑撤去に反発するロシア系住民が発生させた暴動である。なお、ほぼ同時に発生したロシアによるエストニア政府機関に対する大規模なサイバー攻撃を含めることもある。
多くのエストニア人は街の中心部にある青銅の兵士像をソ連の占領と抑圧の象徴と考えていた。同時に、この記念碑は、エストニアの大規模なロシア系民族コミュニティーにとって、第二次世界大戦でのナチス・ドイツに対するソ連の勝利だけでなく、エストニアでの平等な権利に対する彼らの主張を象徴する、重要な象徴的価値を持っている。
政治的論争の中で、2007年4月、エストニア政府は、前回の選挙（2007年3月に開催）で得た政治的委任に従って、像の移転と関連する遺骨の再埋葬の最終準備を開始した。行動の妥当性についての意見の不一致は、2晩続く大規模な抗議と暴動（略奪を伴う）を引き起こし、1944年のソ連再占領以来、エストニアで最悪の事態だった。この暴動の間に、1人のロシア人暴動者が死亡した。2007年4月27日の早朝、最初の夜の暴動の後、エストニア政府は緊急会合で、治安上の懸念を考慮して記念碑を直ちに移転することを決定した。翌日の午後までに、石造の建造物も解体された。